# Sharjah (tiểu vương quốc)
Sharjah (/ˈʃɑrdʒə/, tiếng Ả Rập: الشارقة Aš Šāriqah) là một trong 7 tiểu vương quốc của Các Tiểu vương quốc Ả Rập Thống nhất, giáp biên giới quốc tế với tỉnh Al Buraimi của Oman. Tiểu vương quốc rộng 2.600 km² (1.003 mi²) và có dân số trên 800.000 người (2008). Tiểu vương quốc Sharjah bao gồm thành phố Sharjah (kinh đô của tiểu vương quốc), và một số thị trấn nhỏ hơn như Kalba, Dibba Al-Hisn và Khor Fakkan.

## Lịch sử
Về mặt lịch sử, Sharjah từng là một trong những nơi hưng thịnh nhất trong khu vực với một khu định cư đã tồn tại trong suốt 5000 năm. Vào đầu thế kỷ 18, thị tộc Al Qasimi thiết lập căn cứ tại Sharjah, khoảng 1727 tuyên bố Sharjah độc lập.
Ngày 8 tháng 1 năm 1820, Sheikh Sultan I ký Hiệp ước Hàng hải chung với Anh Quốc, chấp nhận sự bảo hộ của Anh để đương đầu với đế quốc Ottoman. Giống như các láng giềng Ajman, Dubai, Ras al-Khaimah, và Umm al-Qaiwain, vị trí nằm trên tuyến đường đến Ấn Độ đã khiến nó trở nên quan trọng và đủ để được công nhận là một nhà nước chào mừng (salute state). Ngày 2 tháng 12 năm 1971, Sheikh Khalid III đưa tiểu vương quốc gia nhập Các Tiểu vương quốc Ả Rập Thống nhất.